# 查干哈达站
查干哈达站是一个集通线上的铁路车站，位于内蒙古自治区巴林左旗查干哈达苏木，建于1995年，目前为五等站，邮政编码为025471。目前客运：办理旅客乘降；不办理行李、包裹托运；不办理货运营业。